# Binti Jua
Binti Jua (* 17. März 1988 in Columbus, Ohio) ist ein weiblicher Westlicher Flachlandgorilla, der im Brookfield Zoo in der Nähe von Chicago im US-amerikanischen Bundesstaat Illinois lebt. Im August 1996 erregte sie weltweites Aufsehen, als sie zur Rettung eines Jungen beitrug, der in das Gorillagehege gestürzt war.

## Leben
Binti Jua wurde im Zoo von Columbus im US-amerikanischen Bundesstaat Ohio geboren. Ihr Vater Sunshine († 2008) stammt aus dem San Francisco Zoo, ihre Mutter Lulu († 2011) aus dem Bronx Zoo in New York. Ihr Name wurde aus der ostafrikanischen Sprache Swahili übernommen und bedeutet „Tochter des Sonnenscheins“ (engl. Sunshine). Sie ist eine Nichte der weithin bekannten Koko, die nach Angaben ihrer Halter die Gebärdensprache erlernt hat und sich in ihr verständlich machen kann. Binti Jua hat zwei Nachkommen – Tochter Koola (* 1995) und Sohn Bakari (* 2005) leben in Brookfield bzw. St. Louis, Missouri. Ihre bislang einzige Enkelin ist Kamba, die ebenfalls in Brookfield zu Hause ist.
Bintis Mutter Lulu konnte nach ihrer Geburt nicht genügend Milch produzieren, um ihre Tochter ausreichend zu ernähren, und so wurde sie – wie viele Gorillas in Gefangenschaft – von Hand aufgezogen. Da sie von ihren Artgenossen nicht völlig akzeptiert wurde, brachte man sie 1991 in den Zoo von Brookfield, wo sie im frühen Alter von sechs Jahren schwanger wurde. Die Pfleger waren besorgt, weil sie als Handaufzucht kein entsprechendes Vorbild gehabt hatte, und unterstützten sie in ihrer Rolle als werdende Mutter durch die Verwendung eines Plüschtiers als Babyersatz, das ihre mütterlichen Instinkte wecken sollte. Die Bemühungen waren erfolgreich, die 1995 geborene Koola wurde von Binti gestillt und aufgezogen. Damit wurde sie zur zweitjüngsten Gorillamutter in Nordamerika.
Die Namen von Bintis Tochter und Enkelin beruhen auf der Legende der Koolakamba, einer sagenhaften Affenart in Zentralafrika. Diese seien dem Aussehen nach Schimpansen, verhielten sich aber wie Gorillas. Obwohl lange Zeit nur ein Mythos, wurde vor kurzem im Bili-Wald in der Demokratischen Republik Kongo eine Schimpansenpopulation entdeckt, auf die diese Charakteristika zutreffen. Weil Binti äußerlich Ähnlichkeit mit einem Schimpansen aufweist, nannten die Pfleger sie scherzhaft „Koolakamba“. Daraus ergaben sich die Namen Koola und Kamba für ihre Nachkommen.

## Der 16. August 1996
Eineinhalb Jahre nach Koolas Geburt ereignete sich der Vorfall, der Binti Jua weltweite Aufmerksamkeit einbrachte. Am 16. August 1996 im Brookfield Zoo in Chicago kletterte ein dreijähriger Junge über den Zaun des Geheges und fiel sechs Meter tief auf den Betonboden. Während die Mutter und weitere Zeugen des Vorfalls aus Angst, das Tier würde dem Kind vermutlich Schaden zufügen, aufgeregt schrien, ging Binti zu ihm und nahm es in den Arm ― so, wie sie es auch mit ihrem eigenen Nachwuchs tat. Als sich ein weiterer Gorilla näherte, trug sie den Jungen zu einer Pforte des Geheges, wo sie ihn vorsichtig ablegte und das Zoopersonal ihn übernehmen konnte. Der Junge verbrachte vier Tage im Krankenhaus, erholte sich aber vollständig von seinem Sturz. Das Geschehen wurde von einem Besucher mit seiner Videokamera festgehalten.
Binti, die während des Vorfalls ihre eigene Tochter auf dem Rücken trug, machte daraufhin weltweit Schlagzeilen und wurde als selbstlose Retterin gefeiert. Die Chicago Tribune nannte sie „eine internationale Heldin“, das Magazin Newsweek kürte sie zur Heldin des Jahres, und das People Magazine listete sie unter den 25 faszinierendsten Persönlichkeiten (Most Intriguing People).
Als Folge dieses Vorfalls diskutierten Experten, ob Bintis Verhalten als altruistisch interpretiert werden könne oder lediglich ein Resultat ihres Mutterschaftstrainings durch die Pfleger war. Der Zoologe und Verhaltensforscher Frans de Waal sah in Bintis Handlungsweise ein Beispiel für Empathie bei Tieren. Auch für Menschenaffen gelte, argumentierte er, dass „je mehr sie sich untereinander helfen, je besser sei dies für die Gemeinschaft“. Das deutsche Nachrichtenmagazin Der Spiegel vermutete, „dass Gefühle hinter solch Gebaren stecken“ und führte als Beleg Charles Darwin an, insofern als „nicht nur Menschen Emotionen spüren. Körperbau und Stoffwechsel von Mensch wie Tier wurden und werden von den Kräften der Evolution geformt – und alles spricht dafür, dass es sich mit Gefühlen nicht anders verhält.“

## Jambo
Ein ähnlicher Vorfall, der diese Ansicht unterstützt, ereignete sich 1986 im Zoo von Jersey. Der Silberrücken Jambo († 1992) beschützte einen Fünfjährigen, der ebenfalls ins Gehege gefallen und infolgedessen bewusstlos war. Als der Junge wieder zu Bewusstsein kam und zu weinen begann, zog sich Jambo samt seiner Familie zurück, und das Kind konnte erfolgreich geborgen werden. Anders als Binti Jua wurde Jambo von seiner Mutter aufgezogen und nicht dafür trainiert, sich um seinen eigenen Nachwuchs ― geschweige denn den einer anderen Spezies ― zu kümmern, sodass sein Verhalten als eine instinktiv motivierte Hilfeleistung verstanden werden kann.

## Harambe
Harambe war ein westlicher Flachlandgorilla, der am 28. Mai 2016 im Zoo von Cincinnati im US-Bundesstaat Ohio erschossen wurde, nachdem ein dreijähriger Junge in das Gehege gefallen war. Die Erschießung Harambes fand ein weltweites Echo in den Medien und führte zu kontroversen Diskussionen in den sozialen Medien.